# Ralf Fährmann
Ralf Fährmann, född 27 september 1988, är en tysk fotbollsmålvakt som spelar för Schalke 04. Han har tidigare spelat för Fortuna Chemnitz, Chemnitzer FC och Eintracht Frankfurt.

## Karriär
Den 5 juli 2019 lånades Fährmann ut till Premier League-klubben Norwich City på ett låneavtal över säsongen 2019/2020. Den 10 mars 2020 lämnade han Norwich och lånades istället ut till norska SK Brann på ett låneavtal fram till den 30 juni 2020.